# Chiesa della Dormizione (Alikovo)
La chiesa della Dormizione (in russo Успенская церковь?, Uspenskaja cerkov', in ciuvascio: Турăна Çуратнă Таса Амăшне Асăну чиркĕвĕ, Turăna Çuratnă Tasa Amăšne Asănu čirkĕvĕ) è una chiesa ortodossa che si trova ad Alikovo, nella Repubblica autonoma della Ciuvascia, in Russia. È dipendente dall'eparchia di Čeboksary.